# Bacino imbrifero montano
Bacino imbrifero montano (BIM) ist in Italien ein Begriff zur Bezeichnung großer Flusseinzugsgebiete und die technische Bezeichnung einer besonderen öffentlichen Organisationen in deren Areal.

## Begriff
Wörtlich bedeutet der Ausdruck «Regen-Gebirgsbecken» und er betrifft die Frage nach der Regenmenge, die am gebirgigen Oberlauf eines Flusses gesammelt wird und danach für wirtschaftliche Zwecke genutzt werden kann.
Der allgemeine Begriff im Italienischen für das Einzugsgebiet als geografische Fläche lautet bacino idrografico.

## BIM als Konsortium
Mit dem Gesetz Nr. 959 vom 27. Dezember 1953 legte der italienische Staat einerseits fest, das Ministerium für Infrastruktur und Verkehr habe die gebirgigen Einzugsgebiete der größeren Flüsse im Land genau zu bestimmen, und bestimmte andererseits, dass in jeder diesen Zonen pro Provinz obligatorisch ein Konsortium zu bilden sei, das sich mit der Wassernutzung befasst und dem sich die Gemeinden in diesem Raum anschließen können.
Die Hauptaufgabe der BIM-Konsortien besteht darin, die Abgaben jener Konzessionäre, die das Wasser des betreffenden Flusses für energietechnische Zwecke, also den Betrieb größerer Wasserkraftwerke, nutzen, einzuziehen und den Gemeinden im Gebirgseinzugsgebiet zur Verfügung zu stellen.
Konsortien für das Wassermanagement bestanden in Italien bereits früher, so etwa das 1928 gebildete Consorzio del Ticino.
Als Dachorganisation der regionalen BIM fungiert die Federazione Nazionale dei Consorzi di Bacino Imbrifero Montano (Federbim).

## BIM in den Regionen
- Abruzzen

BIM Tronto
BIM Vomano Tordino
- Emilia-Romagna

BIM Enza
BIM Parma
BIM Taro
- Friaul-Julisch Venetien

BIM Drava
BIM Livenza
BIM Piave
BIM Tagliamento
- Latium

BIM Nera Velino
- Ligurien

BIM Bormida
BIM Entella
BIM Trebbia
- Lombardei

BIM Adda
BIM Brembo Serio lago di Como
BIM del Chiese
BIM Oglio
BIM di Valle Camonica
BIM Sarca Mincio Garda
BIM Ticino
- Marchen

BIM Tronto
- Piemont

BIM Comunità montana valli orco
BIM Bormida
BIM Dora Baltea
BIM Maira
BIM Pellice
BIM Po
BIM Varaita
- Sardinien

BIM Flumendosa
BIM Taloro
- Toscana

BIM Comunità montana Lunigiana
- Trentino-Südtirol

BIM Adige
BIM Bacchiglione
BIM Brenta
BIM Chiese
BIM Drava
BIM Piave
BIM Sarca Mincio Garda
- Umbrien

BIM Nera Velino
- Aostatal

BIM Dora Baltea
- Venetien

BIM Piave